# Võro

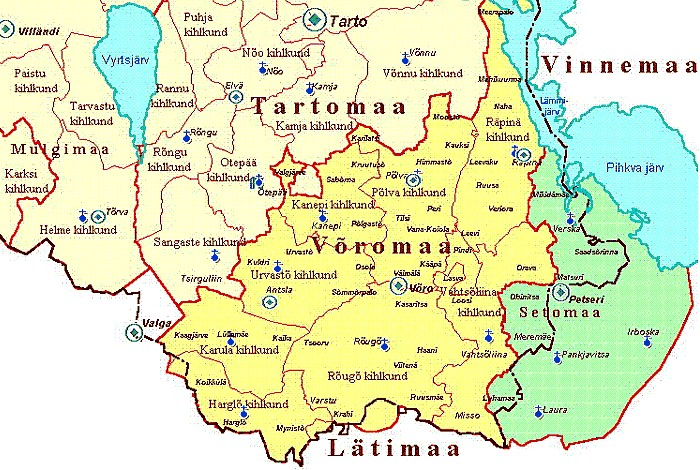
Het Võro-taalgebied in de provincie Võro (Võromaa) met haar historische ligging tussen Tartu- en Setogebieden, Rusland (Vinnemaa) en Letland (Lätimaa)

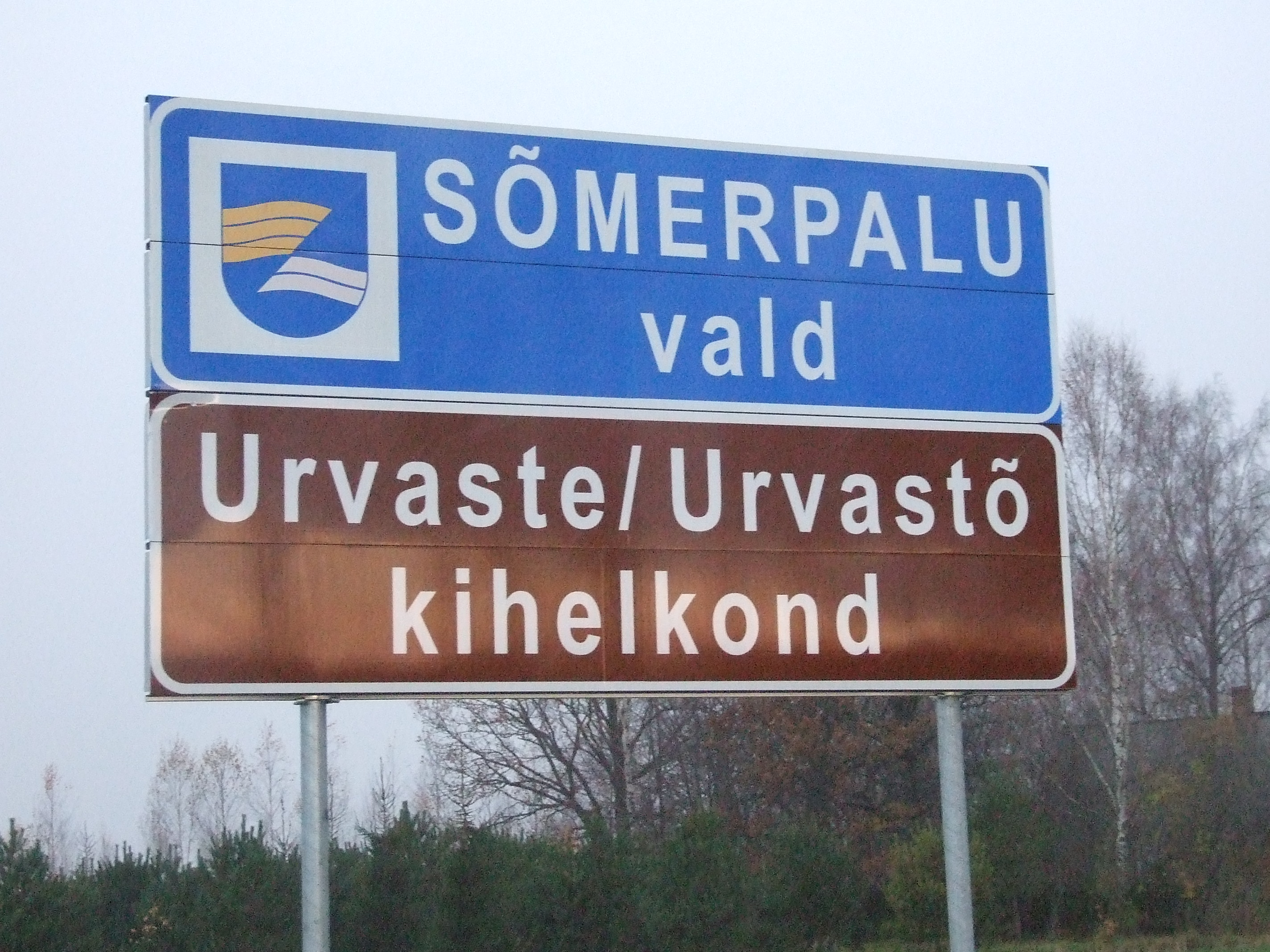
Tweetalig bord Ests-Võro

Võro (võro kiil) is een taal die tot de Oostzeefinse tak van de Fins-Oegrische talen behoort. Traditioneel is het een dialect van het Zuid-Estisch of Estisch, maar het heeft z'n eigen letterkundige taal en is in onderzoek voor officiële erkenning als een autochtone regionale taal van Estland. Het Võro heeft ongeveer 70.000 sprekers waarvan de meeste in zuidoost-Estland, in de acht parochiën van Võrumaa: Karula, Harglõ, Urvastõ, Rõugõ, Kanepi, Põlva, Räpina, en Vahtsõliina. Deze gemeenten zijn tegenwoordig ondergebracht in de provincies Võrumaa en Põlvamaa met delen van de provincies Valgamaa en Tartumaa. Sprekers kunnen ook in plaatsen als Tallinn, Tartu en de rest van Estland gevonden worden.

## Geschiedenis
Võro is een afstammeling van de oude Zuid-Estische stamtaal en is niet erg beïnvloed door het Standaardestisch (gebaseerd op Noord-Estische dialecten). Võro werd ooit verder naar het zuiden en oosten van het historische Võromaa gesproken, in gebieden die nu tot Letland en Rusland behoren. Behalve Võro zijn er nog andere varianten van het Zuid-Estisch, onder meer Mulgi, Tartu en Seto.
Een van de eerste geschriften in het Zuid-Estisch is een vertaling van het Nieuwe Testament ("Wastne Testament") gepubliceerd in 1686. Hoewel de status van het Zuid-Estisch af begon te nemen na de jaren tachtig van de 19e eeuw, onderging de taal een opleving in de late jaren tachtig van de 20e eeuw.

## Huidige situatie
Vandaag de dag wordt Võro gebruikt in werk van sommige van Estlands bekendste toneelschrijver, dichters en auteurs. Võro wordt eenmaal per week onderwezen op 26 scholen. De enige krant in Võro, „Uma Leht”, komt tweemaal per maand uit. Estlands deelname aan het Eurovisiesongfestival in 2004 werd vertegenwoordigd door Neiokõsõ met het nummer „Tii”, dat in Võro werd gezongen. Võro wordt in gevaar gebracht door het Standaardestisch vanwege het tekort aan wettelijke verplichtingen van de regering om de taal te beschermen.

## Orthografie
Võro gebruikt (zoals het Estisch en Fins) het Latijnse alfabet. De meeste letters (ook ä, ö, ü, en õ) hebben dezelfde uitspraak als in het Estisch. Enkele uitzonderingen: q staat voor de glottisslag [(ʔ)] en y heeft een uitspraak vergelijkbaar met de Russische ы. ´ Geeft de synchronische fonetische palatalisatie van medeklinkers aan (zoals in het Pools): ś, ń, ľ, ť, ḱ, h́, ḿ etc. In plaats van het accent aigu, wordt vaak een apostrof gebruikt: s', l', etc.

## Fonologie

### Klinkers
|       | Front    | Front    | Back       | Back     |
|       | Ongerond | Afgerond | Onafgerond | Afgerond |
| Dicht | [i]      | [y]      | [ɨ]        | [u]      |
| Mid   | [e]      | [ø]      | [ɤ]        | [o]      |
| Open  | [æ]      |          | [ɑ]        |          |

In Võro is er klinkerharmonie, iets dat in de meeste Fins-Oegrische talen voorkomt maar in het moderne Standaardestisch ontbreekt.

### Medeklinkers
|             | Bilabiaal | Labiodentaal | Alveolaar | Postalveolaar | Palataal | Velaar | Glottaal |
| Plosief     | [p pʲ]    |              | [t tʲ]    |               |          | [k kʲ] | [ʔ]      |
| Nasaal      | [m mʲ]    |              | [n nʲ]    |               |          | [ŋ ŋʲ] |          |
| Fricatief   |           | [v vʲ]       | [s sʲ]    |               |          |        | [h hʲ]   |
| Approximant |           |              | [l lʲ]    |               | [j]      |        |          |
| Tril        |           |              | [r rʲ]    |               |          |        |          |

Alle medeklinkers in Võro (behalve /j/ en /ʔ/) kunnen gepataliseerd zijn. De glottisslag (q, IPA [ʔ]) is een veelvoorkomende klank in Võro.

## Taalvoorbeelden
Artikel een van de Universele Verklaring van de Rechten van de Mens in Võro:
Kõik inemiseq sünnüseq avvo ja õiguisi poolõst ütesugumaidsis. Näile om annõt mudsu ja süämetunnistus ja nä piät ütstõõsõga vele muudu läbi käümä.
Als vergelijking dezelfde zin in Standaardestisch:
Kõik inimesed sünnivad vabadena ja võrdsetena oma väärikuselt ja õigustelt. Neile on antud mõistus ja südametunnistus ja nende suhtumist üksteisesse peab kandma vendluse vaim.

## Verschillen tussen Võro en Estisch
- Een significant verschil tussen het Standaardestisch en Võro is de klinkerharmonie. Er is geen klinkerharmonie in het overgrote deel van de Noord-Estische dialecten en Standaardestisch, maar het bestaat wel in Võro; vergelijk:

| Estisch  | Võro     | Nederlands           |
| -------- | -------- | -------------------- |
| küla     | külä     | dorp                 |
| küsinud  | küsünüq  | (is) gevraagd        |
| hõbedane | hõbõhõnõ | (gemaakt van) zilver |

Een aantal morfologische eigenschappen van de Võro-taal worden als 'heel oud' beschouwd. Bijvoorbeeld de eerste persoon enkelvoud van de derde persoon enkelvoud kan zowel zonder uitgang als met een s-uitgang worden gebruikt:
| Estisch  | Võro    | Nederlands   |
| -------- | ------- | ------------ |
| kirjutab | kirotas | hij schrijft |
| annab    | and     | hij geeft    |

Onder de Finse talen komen zulke dubbele werkwoordsvervoeging alleen voor in de Zuid-Estische talen en Karelisch.
| Estisch      | Võro         | Nederlands     |
| ------------ | ------------ | -------------- |
| sa ei anna   | saq anna-aiq | jij geeft niet |
| ma ei tule   | maq tulõ-õiq | ik kom niet    |
| sa ei andnud | saq anna-as  | jij gaf niet   |
| ma ei tulnud | maq tulõ-õs  | ik kwam niet   |

- Verschillen in de vocabulaire tussen Estisch en Võro kunnen duidelijk gezien worden in de alledaagse spraak (maar een doorsnee Est begrijpt de meeste alledaagse woorden in Võro, aangezien veel woorden als synoniem in dialect bestaan in het Standaardestisch):

| Estisch | Võro      | Letterlijk woord in Estisch (dialect) | Nederlands |
| ------- | --------- | ------------------------------------- | ---------- |
| punane  | verrev    | verev                                 | rood       |
| soe     | lämmi     | lämmi, lämbe                          | warm       |
| jahe    | oigõ      | -                                     | koel, kil  |
| õde     | sõsar     | sõsar                                 | zuster     |
| uus     | vahtsõnõ  | vastne                                | nieuw      |
| koer    | pini      | peni                                  | hond       |
| pöial   | päss      | -                                     | duim       |
| pesema  | mõskma    | mõskma                                | wassen     |
| tänavu  | timahavva | -                                     | dit jaar   |
| hunt    | susi      | susi                                  | wolf       |
| mäger   | kähr      | -                                     | das        |
| laupäev | puulpäiv  | -                                     | zaterdag   |
| surema  | kuulma    | koolma                                | doodgaan   |
| sõstar  | hõrak     | -                                     | bes        |
| kask    | kõiv      | kõiv                                  | berk       |
| nutma   | ikma      | itkema                                | huilen     |
| märkama | rõbahtama | -                                     | opmerken   |

## Enkele begroetingen
| Võro                  | Nederlands              |
| --------------------- | ----------------------- |
| Tereq! - Hallo!       | Goedendag!              |
| (Tere) hummogust      | Goedemorgen             |
| (Tere) õdagust        | Goedenavond             |
| Hääd üüd, hüvvä üüd   | Goedenacht              |
| Näemiq                | Zie je later            |
| Hüvvä, hääd nägemist  | Doei, tot ziens         |
| Rõõm nätäq            | Prettig kennis te maken |
| Aiteh, Aitjumma       | Dank je                 |
| Kuis lätt             | Hoe gaat het?           |
| Olõq terveq tulõmast! | Welkom!                 |

## Enkele losse woorden en zinnen
| Võro                        | Nederlands            |
| --------------------------- | --------------------- |
| Jah, jaa                    | Ja                    |
| Ei                          | Nee                   |
| Ma olõ                      | Ik ben                |
| Maq, saq, tä                | Ik, jij, hij/zij      |
| Miiq, tiiq, nääq            | Wij, jullie, zij      |
| Seo                         | Dit, het              |
| Taa, tuu                    | Dat, het              |
| Muidoki                     | Natuurlijk            |
| Üts silmäpilk               | Eén moment!           |
| Mul om                      | Ik heb                |
| Sul om                      | Jij hebt              |
| Kas sul om..?               | Heb jij..?            |
| Vabandust, pallõ andis      | Sorry, excuseer me    |
| Vesi                        | water                 |
| Oluq                        | bier                  |
| Eesti                       | Estland               |
| Võromaa                     | Võro-gebied           |
| Võro kiil                   | Võro (taal)           |
| Võrokõnõ                    | Võro (persoon)        |
| Eestläne                    | Est (persoon)         |
| Saa-i arvo                  | Ik versta geen        |
| Saa arvo                    | (Ik) versta           |
| Kas võro kiilt mõistat?     | Versta je Võro?       |
| Kas Hollandi kiilt kõnõlõt? | Spreek je Nederlands? |
| Ma olõ Hollandi             | Ik ben Nederlands     |
| Kas ti olõt ingläne?        | Ben jij Engels??      |
| Kon sa elät, kon ti elät?   | Waar woon je?         |

## Telwoorden
| Võro    | Nederlands |
| ------- | ---------- |
| Üts     | Eén        |
| Kats    | Twee       |
| Kolm    | Drie       |
| Neli    | Vier       |
| Viis    | Vijf       |
| Kuus    | Zes        |
| Säidse  | Zeven      |
| Katõsa  | Acht       |
| Ütesä   | Negen      |
| Kümme   | Tien       |
| Sada    | Honderd    |
| Tuhat   | Duizend    |
| Mill'on | Miljoen    |